# Người rà xe lề đường

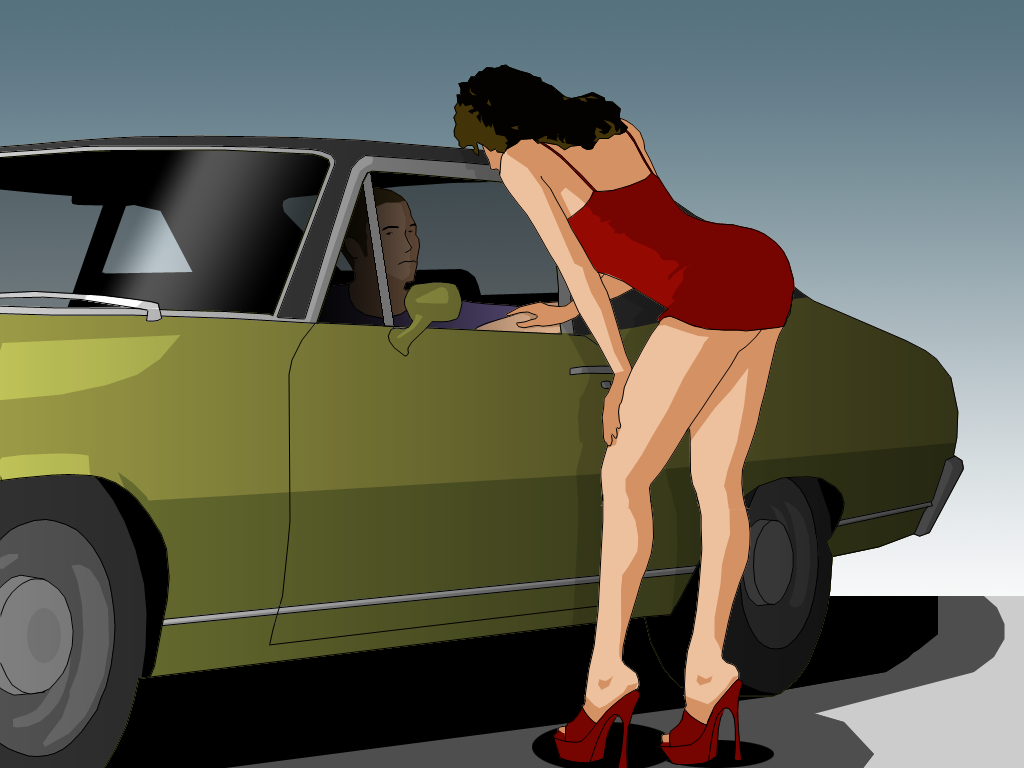
Minh họa của kerb crawling

Một người rà xe lề đường (hoặc rà xe vỉa hè) là một người lái xe xung quanh các khu vực nổi tiếng với mại dâm đường phố mời chào gái mại dâm cho hoạt động tình dục. Hành động này được gọi là "kerb crawling" bởi vì người đó thường lái xe rất chậm dọc theo lề đường.
Khi mại dâm là bất hợp pháp, những người rà xe lề đường được coi là một mối phiền toái công khai : họ giúp giữ gái mại dâm trên đường phố trong các khu phố đèn đỏ và thường gạ gẫm những người đi bộ không phải là gái mại dâm để quan hệ tình dục. Do đó, rà xe lề đường là bất hợp pháp ở nhiều khu vực pháp lý.
Các hoạt động bẫy tội phạm trong đó cảnh sát chìm chờ đợi những người rà xe lề đường để bắt họ là một phương pháp phổ biến để giải quyết việc rà xe lề đường. Thu thập thông tin lề đường là bất hợp pháp ở Canada, Vương quốc Anh, Hoa Kỳ, Hàn Quốc và Ấn Độ. Cảnh sát cũng có thể thu thập số biển số xe có vẻ như đang bò và có thể liên hệ với chủ sở hữu đã đăng ký.
Theo khuyến nghị của Ủy ban sửa đổi luật hình sự năm 1984 báo cáo Mại dâm trên Đường phố, Đạo luật về tội phạm tình dục của Vương quốc Anh năm 1985 đã đưa ra một hành vi phạm tội bò lề đường để gạ gẫm phụ nữ vì mục đích mại dâm. Đạo luật Chính sách và Tội phạm năm 2009 đã sửa đổi Đạo luật về tội phạm tình dục 2003 để xác định lại hành vi phạm tội và loại bỏ yêu cầu "kiên trì". Người vi phạm có thể bị loại khỏi lái xe và bị cấm xe. Các chương trình phục hồi trình thu thập thông tin Curb (KCRP) đã được giới thiệu ở một số khu vực như Leeds, tuy nhiên những chương trình này bị chỉ trích bởi một số người

## Trường học John
Trường học John là một hình thức can thiệp giáo dục nhắm vào khách hàng của gái mại dâm, những người được gọi một cách không chính thức là johns ở Bắc Mỹ. Các trường John thường là một chương trình chuyển hướng cho mọi người - hầu như chỉ dành cho nam giới - bị bắt vì tội xúi giục các dịch vụ của gái mại dâm, hoặc một hành vi phạm tội khác có liên quan. Điều này thường hoạt động như một thay thế cho truy tố hình sự. Tuy nhiên, trong một số khu vực tài phán, tòa án có thể kết án nam giới tham dự chương trình của trường john như một điều kiện quản chế.
Cho dù trường John là chương trình chuyển hướng hay điều kiện kết án, khách hàng thường sẽ trả một khoản phí để đăng ký. Lệ phí thường xuyên bao gồm chi phí của chương trình và đôi khi đóng góp cho các chương trình hỗ trợ gái mại dâm hoặc các dự án cộng đồng trong khu đèn đỏ. Trường John thường kéo dài trong một ngày. Trọng tâm của họ thường tập trung vào những kinh nghiệm và tác hại của mại dâm, như bạo lực liên quan đến mại dâm, nguy cơ mắc bệnh lây truyền qua đường tình dục của mại dâm và ảnh hưởng của mại dâm đối với gia đình và cộng đồng.